# 侵華日軍第七三一部隊罪証陳列館

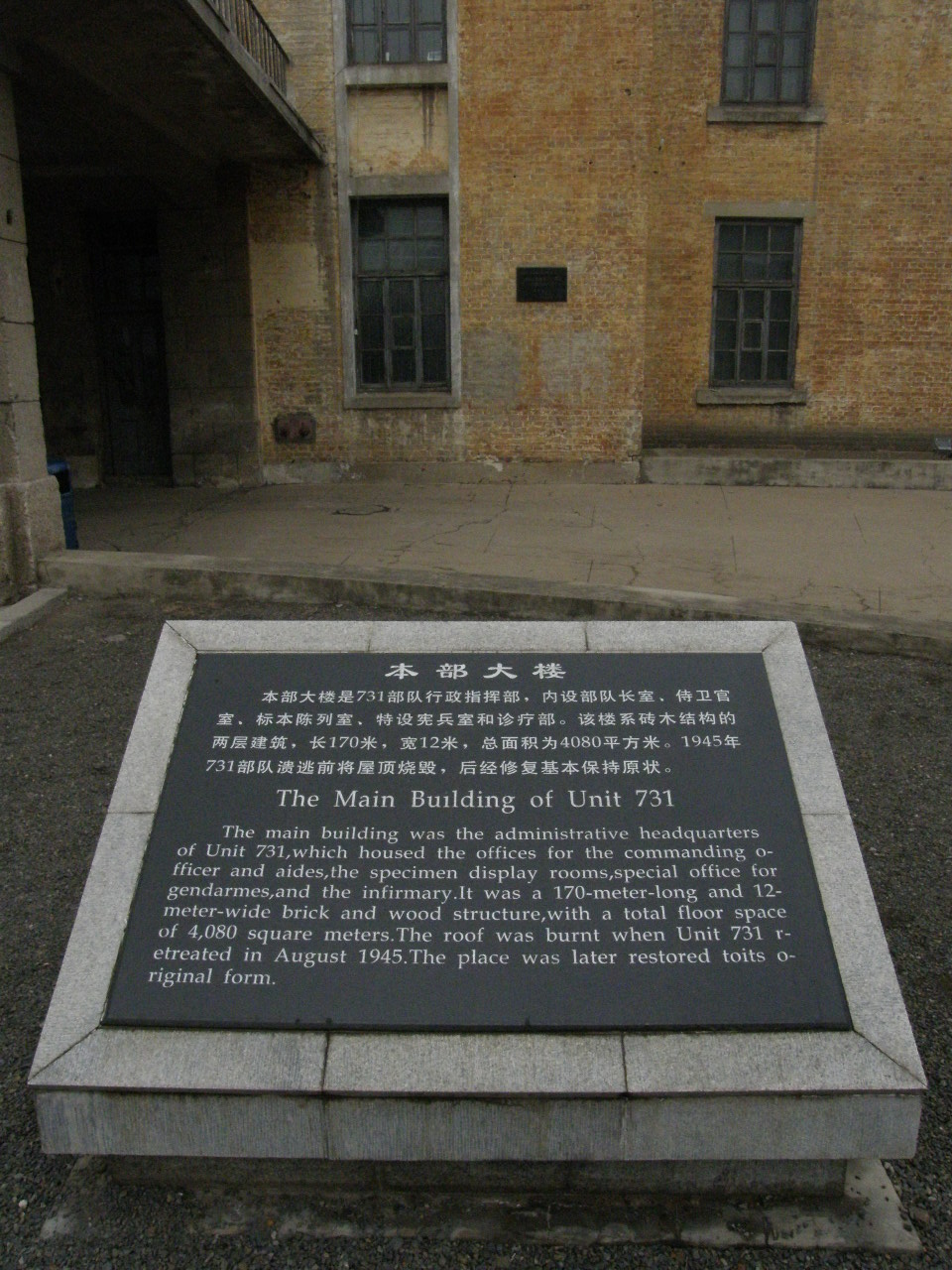
本部旧址

侵華日軍第七三一部隊罪証陳列館（しんかにちぐん だいななさんいちぶたいざいしょうちんれつかん）は、中華人民共和国黒竜江省ハルビン市平房区にある戦争祈念施設。
1985年開館。大日本帝国陸軍731部隊の施設の跡地に建設されている。2017年8月の発表によれば、開館2年間で190万人以上の入場者があり、団体客には日本のグループが多かった。
旧称侵華日軍第七三一細菌部隊罪証陳列館。

## 建築
従来あった110平方メートルの展示室と10平方メートルの倉庫を拡張し、1985年に正式に開館。
抗日戦争70周年を記念して展示館の全面的な拡張が行われ、2015年8月15日に新館が開館した。6つのゾーン（中国侵略日本軍細菌戦、731部隊 日本細菌戦の大本営、人体実験、細菌兵器の開発、細菌戦の実施、証拠と裁判）に分れている。
周辺には旧日本軍防疫給水部の施設の遺構があり、敷地内に実験用ボイラー室、死体焼却炉、実験用ネズミ飼育室、凍傷実験室、細菌爆弾工場の遺構がある。遺跡は2006年には全国重点文物保護施設に指定され、2012年には世界遺産候補名簿に登録された。

## 展示物・資料
陳列物は写真が中心。実験用具とされるハサミやピンセットの展示がある。
中国人犠牲者の名前を刻んだパネルがある。
中国国内の他、日本など国外からも寄贈された関連図書を所蔵している。